# صحيفة مكة
صحيفة مكة المكرمة هي صحيفة يومية سعودية، تصدر من مكة المكرمة، وقد صدر العدد الأول منها بتاريخ 12 ربيع الأول من سنة 1435، الموافق 13 يناير 2014، وتعد امتدادًا لجريدة الندوة الصادرة عن مؤسسة مكة للطباعة والإعلام والتي أصدر العدد الأول منها يوم الأربعاء 8 شعبان 1377 الموافق سنة 1957، في عهد صحافة الأفراد.
تعد مكة أول من أسس مفهوم «متعة المعرفة» واستخدام الإنفوجرافيكس في عرض أعمالها الصحفية.

## وصلة خارجية
- موقع الجريدة الإلكتروني